# Muhammed Mahanera
Muhammed Mahanera ist ein gambischer Politiker.

## Leben
| Parlamentswahl | Stimmen | Stimmanteil |
| -------------- | ------- | ----------- |
| 2017           | 2.182   | 30,24 %     |

Muhammed Mahanera trat bei der Wahl zum Parlament 2017 als Kandidat der United Democratic Party (UDP) im Wahlkreis Sandu in der Basse Administrative Area an. Mit 30,24 % konnte er den Wahlkreis vor Saikou Drammeh (GDC) für sich gewinnen. Er war Vorsitzender des Handelsausschusses des Parlaments.
Bei den Parlamentswahlen 2022 trat Mahanera erneut im Wahlkreis Sandu an und verlor mit 3407 Stimmen (38,10 %) gegen den NPP-Kandidaten Ebrima Jaiteh (* 1986), der 3658 Stimmen (40,90 %) erhielt.